# 溝小鱸
溝小鱸為輻鰭魚綱鱸形目鱸亞目河鱸科小鱸屬的其中一種，分布於加拿大、美國聖羅倫斯河、五大湖、密西西比河等流域，體長可達7.2公分，棲息在砂石底質的溪流、湖泊，屬肉食性，以水生昆蟲為食。